# 鶴田八幡宮
鶴田八幡宮（つるたはちまんぐう）は、青森県鶴田町にある神社。
社格は村社で、青森県では縁結びの神社として信仰されている。

## 由緒
大同二年(807年)に坂上田村麻呂が蝦夷を退散せしめこの地を平定せり、依って同年九月、大川畔の木を伐りて神殿を造営し、蝦夷退散国中安泰守護神を勧請し、敬仰せりとあり、古くは暴れ川であった岩木川の度重なる決壊のため、天正二年(1574年)に現在地に遷座し、現社殿は昭和三十四年に建立された。
古くは武運長久をはじめ、五穀豊穣商売繁昌の神として信仰されている。
現代では相殿神として祀る白上姫・富士見湖悲恋伝説の御神徳により、女性に力を与えると縁結びはもとより、参拝後に赤子を身籠った、母乳が出るようになった等の話が絶えず、縁結び、子授け、安産、病気平癒、身体健康の御神徳があると青森の地で親しまれている。

## 御祭神
- 譽田別命(ほんだわけのみこと)
- 白上姫(しらかみひめ)

## 弥生画
天明年間(1781年～1788年)、津軽地方は大飢饉に襲われた。寛政元年に人々が残り少ない穀物の種子を鶴田八幡宮へ持ち寄り、餅を使い、板に張り付けて奉納し、五穀豊穣を願った。すると秋には大豊作となり、人々は毎年元旦に弥生画を奉納するようになった。現在では神社に奉納された後は道の駅「鶴の里あるじゃ」にて展示されている。

## アクセス
- 弘南バス五所川原弘前線で、「鶴田神社前」停留所下車後、徒歩1分。
- JR東日本五能線陸奥鶴田駅から、徒歩8分。